# Zalužje (gmina Bratunac)
Zalužje (cyr. Залужје) – wieś w Bośni i Hercegowinie, w Republice Serbskiej, w gminie Bratunac. W 2013 roku liczyła 143 mieszkańców.